# Gödecke farkasfalka
A Gödecke farkasfalka a Kriegsmarine tengeralattjárókból álló második világháborús támadóegysége volt, amely összehangoltan tevékenykedett 1941. november 19. és 1941. november 26. között az Atlanti-óceán északi részén, főleg a Brit-szigetektől nyugatra, Grönlandtól délkeletre. A Gödecke farkasfalka négy búvárhajóból állt, hajót nem süllyesztettek el. A tengeralattjárók nem szenvedtek veszteséget. A farkasfalkát Klaus Störtebeker középkori kalóz társáról Gödecke Michelsről nevezték el.

## A farkasfalka tengeralattjárói
| A hajó száma | Parancsnoka     | Részvétel kezdete  | Részvétel vége     |
| ------------ | --------------- | ------------------ | ------------------ |
| U–69         | Wilhelm Zahn    | 1941. november 19. | 1941. november 25. |
| U–98         | Robert Gysae    | 1941. november 19. | 1941. november 25. |
| U–201        | Adalbert Schnee | 1941. november 19. | 1941. november 25. |
| U–575        | Heinz Hirsacker | 1941. november 19. | 1941. november 26. |